# Homeopatski preparati
Homeopatski  preparati ili pripravci su supstance biljnog, mineralnog i životinjskog porekla, poreklom iz sekreta ili ekskreta bolesnih (nozode) ili zdravih (sarkode) živih organizama, koji se primenjuju u homeopatskoj medicini u skladu sa  emocionalnim i fizičkim osobinama i simptomi pacijenta, uz strogo poštovanje celovitost pacijenta, tako da je za homeopatu glavni cilj pacijent, a ne bolest.

## Suprotstavljeni stav medicine
Stav medicinske struke prema homeopatskim praparatima je jasan:
- jer je javno zdravlje je izloženo riziku ako ljudi izaberu homeopatiju umesto tretmana za koje dokazi pokazuju da su sigurni i efikasni,[1]
- jer  za razliku od konvencionalne medicine koja ima stvarne sastojke, homeopatski proizvodi uopšte ne sadrže nikakav “lek”,[1]
- jer postoje i uverljivi dokazi koji pokazuju da je homeopatija beskorisna kao medicinski tretman i suštinski nespojiva sa naučnim razumijevanjem medicine, biohemije, pa čak i fizike.[1]

## Opšte informacije
Homeopatski preparati su supstance koje u svom osnovnom, koncetrovanom obliku uglavnom nemaju lekovito dejstvo, i čak mogu biti  i toksične, i zato tek posebnom farmaceutskom procedurom od njih nastaju lekoviti (pripravci) proizvodi koji služe kao osnova za homeopatsko lečenje.

### Homeopatski  preparati prema načinu upotrebe

#### Peroralni preparati
Primena homeopatskih preparata je uglavnom peroralno (preko sluzokože usta) i to otapanjem na jeziku. Poželjno je da pacijent pola sata pre i pola sata posle uzimanja preparata ne pere zube niti unosi hranu i tečnost (izuzetak čista voda sa ograničenjem na 15-20 minuta).
Homeopatski preparati za peroralnu upotrebu mogu biti u:
- tečnom stanju (matične tinkture, rastvori i sirupi)

- čvrstvom stanju (praškovi, kristali, globule i granule).

#### Preparati za spoljnu upotrebu
Preparati za spoljnu primenu su:
- losioni,

- tinkture,

- kreme i

- supozitorije (njihova primena je vrlo ograničena).

#### Preparati za parenteralnu upotrebu
Postoje i homeopatski preparati za parenteralnu upotrebu ali njihovo dejstvo nije ni brže ni efikasnije u odnosu na peroralne, pa se retko koriste

### Proizvodnja ili potenciranje
Osnovni proces prilikom proizvodnje homeopatskih preparati je potenciranje, odnosno  poseban način prerade ili razblaženja  homeopatske lekovite supstance koja se tek nakon tog postupka ispoljava svoje specifično (dinamičko) lekovito dejstvo. Sam proces počinje od bazične supstance, bilo da se radi o njenom tečnom (tinktura) ili suvom (triturat) ekstraktu.
| X skala                                                                  | C skala | Odnos  | Napomena |
| ------------------------------------------------------------------------ | ------- | ------ | --- |
| 1X                                                                       | ―       | 1:10   | Opisano kao niska potencija |
| 2X                                                                       | 1C      | 1:100  | Homeopate nazivaju većom potencijom onu koja je > 1X |
| 6X                                                                       | 3C      | 10−6   | |
| 8X                                                                       | 4C      | 10−8   | |
| 12X                                                                      | 6C      | 10−12  | |
| 24X                                                                      | 12C     | 10−24  | Ima 60% verovatnoće da sadrži jedan molekul originalnog materijala ako je korišćen jedan mol originalne supstance. |
| 26X                                                                      | 13C     | 10−26  | Ako se kao razblaživač koristi čista voda, u vodi ne ostaju molekuli prvobitnog rastvora. |
| 60X                                                                      | 30C     | 10−60  | Razblaživanje koje zagovara Haneman za većinu namena: u proseku, ovo bi zahtevalo davanje dve milijarde doza u sekundi šest milijardi ljudi tokom 4 milijarde godina da bi se isporučio jedan molekul originalnog materijala bilo kom pacijentu. |
| 400X                                                                     | 200C    | 10−400 | Razblaživanje popularnog homeopatskog preparata protiv gripa Oscillococcinum |
| Napomena: the "X skala" takođe se zove "D skala". 1X = 1D, 2X = 2D, itd. |         |        | |

#### Matična tinktura
Matična tinktura je osnovna tinktura  ili rastvor od kog počinje stvaranje homeopatskog preparata. Ona se podvrgava razblaženju u odnosu 1:10 (decimalna skala) ili 1:100 (centizimalna skala) i svaki put se ponovo razblaži, epruveta sa dobijenim razblaženjem se protrese – “udari se epruvetom u knjigu sa kožnim povezom ili o dlan” (Haneman). Ovaj postupak se ponavlja do željenog razblaženja, odnosno, do željene potencije.

## Homeopatska farmakopeja
Homeopatska farmakopeja koja nosi naziv Materia medica obavezna je literatura svakog homeopate jer su u njoj opisani efekti preparata na zdrave ljudi.
Prema homeopatskim ispitivanjima u homeopatskoj farmakopeji se navodi da pojedine osobe imaju veću sklonost reakcije na neke homeopatske lekove – to su njihova konstitucionalna sredstva. Sva deca se rađaju kao četiri osnovne konstitucije a odrasli se raspoređuju u nekih 12 osnovnih i oko 50 sporednih normalnih ili patoloških konstitucionalnih tipova.

### Šta oštećuje preparate?
Takođe u Materia medica se navodi da potencirane homeopatske preparata oštećuju:
- jaki mirisi (kamfor, duvan, kafa, parfemi, mentol, mirisi..),
- elektromagnetna zračenja (elektromagneti, televizori, mobilni telefoni.....),
- magnetska polja,
- direktna sunčeva svetlost,
- toplota preko 50C.

### Način ćuvanja preparata
Imajući u vidu navedene štetne faktore homeopatske lekove treba čuvati na mestu koje je zaštićeno od:
- direktne sunčeve svetlosti,

- visoke temperature,

- uticaja vlage i

- jakih mirisa.

Homaopatske lekove je najbolje čuvati  u drvenoj ili metalnoj kutiji, ili dobro zatvorenim bočicama, što dalje od kućnih aparata (TV, mobilnI telefon, kompjuter...).

### Spisak homeopatskih preparata
| Homeopatski naziv      | Supstanca              | Najčešći nazivi                                |
| ---------------------- | ---------------------- | ---------------------------------------------- |
| Aconite                | Aconitum napellus      | Monaštvo, monaška krv, fuži, vučja prokletstvo |
| Aesculus hippocastanum | Aesculus hippocastanum | Divlji kesten                                  |
| Allium cepa            | Luk                    |                                                |
| Aloeaceae              | Aloe succotrina        | Aloa                                           |
| Arnica                 | Arnica montana         | Leopardovo prokletstvo                         |
| Baptisia               | Baptisia tinctoria     | Divlji indigo, konjska muha                    |
| Belladonna             | Atropa belladonna      | Gluvo doba noći                                |
| Bellis perennis        | Bellis perennis        | Obična tratinčica                              |
| Calendula              | Calendula officinalis  | Neven                                          |
| Colocynthis            | Citrullus colocynthis  | Skuirting krastavac                            |
| Digitalis              | Digitalis purpurea     | Zubača                                         |
| Drosera                | Drosera rotundifolia   | Muholovka                                      |
| Dulcamara              | Solanum dulcamara      | Woody nightshade                               |
| Hamamelis              | Hamamelis virginiana   | Hamamelis                                      |
| Lachesis               | Lachesis muta          | Bushmaster snake                               |
| Ledum                  | Ledum palustre         | Močvarni čaj                                   |
| Lycopodium             | Lycopodium clavatum    | Vučja noga, mahovina                           |
| Thuja                  | Thuja occidentalis     |                                                |
| Urtica urens           | Stinging nettle        |                                                |

## Literatura
- Prof.dr Miloš Popović Prvi homeopatski priručnik za lekare, stomatologe i farmaceute Beograd, 1995. Udžbenički format, 296 strana.

- Dr LJiljana Bajić Bibić Homeopatija za svakog. Издање аутора, Београд, 2006.год. Меки повез, 183 стране, латиница.

## Spoljašnje veze
|  | Molimo Vas, obratite pažnju na važno upozorenje u vezi sa temama iz oblasti medicine (zdravlja). |